# Conopophaga melanops
Conopophaga melanops là một loài chim trong họ Conopophagidae.

## Hình ảnh

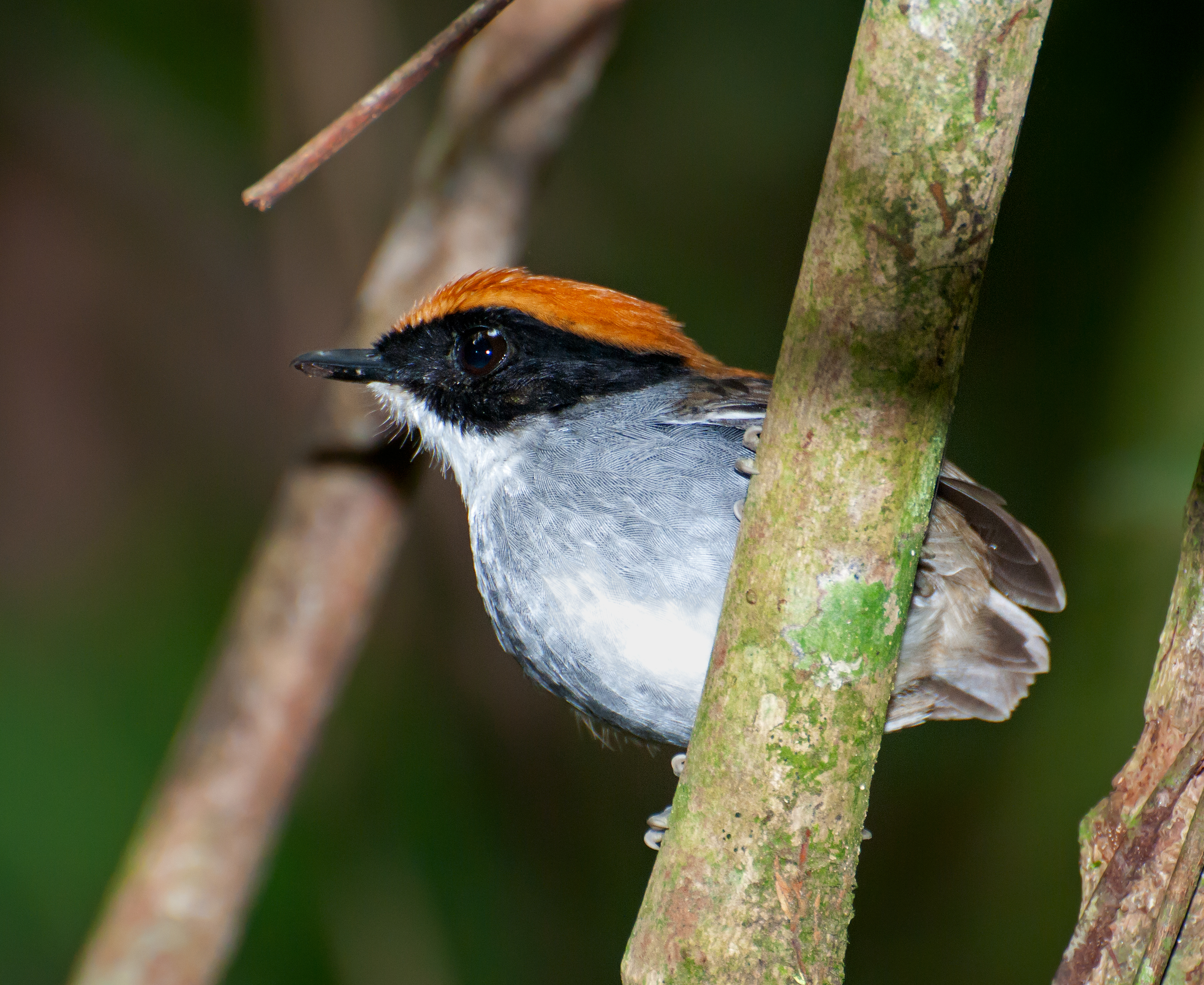